# Cournonterral
Cournonterral település Franciaországban, Hérault megyében. Lakosainak száma 7019 fő (2022. január 1.). Cournonterral Aumelas, Cournonsec, Fabrègues, Montbazin, Pignan és Saint-Paul-et-Valmalle községekkel határos.

## Népesség
A település népességének változása:
| Lakosok száma | 2088 | 3062 | 4095 | 5507 | 5826 | 5790 | 6110 | 6423 | 6490 | 7019 |
|               | 1968 | 1982 | 1990 | 2006 | 2013 | 2015 | 2017 | 2019 | 2020 | 2022 |